# Max Vangeli
Maksim "Max" Vangeli es un DJ, remezclador y productor discográfico moldavo de música house.

## Biografía
Nació y creció en el este de Europa y se trasladó a Estados Unidos. Su interés por la música house venía de Europa donde viajaba cada verano. Empezó a conocer la escena y comenzó su carrera como DJ' en la Universidad de California en Santa Bárbara. Luego se muda a San Francisco, donde la escena dance es fuerte gracias a muchos artistas como Kaskade, Miguel Migs, entre otros.
En 2011, comenzó la grabación de su álbum debut con colaboraciones como Steve Angello y el cantante inglés Example, entre otros.
El 2010 fue un año crucial para Max Vangeli, haciendo su debut internacional, con múltiples giras por todo el mundo, y remezclar a diversos artistas. Ha tocado en algunos de los festivales en Cocoon en Frankfurt, Mansión en Miami, Avalon en Los Ángeles, Creamfields en el Reino Unido, y Mysteryland en Ámsterdam.
El remix, en colaboración de los hermanos suecos Steve Angello y AN21 de “The Island” para la banda australiana Pendulum,  alcanzó el número 3 en la tabla mundial de ventas de Beatport.
El sencillo “Swedish Beauty”, producido junto al hermano menor de Steve Angello, Antoine Josefsson (AN21) fue lanzado en marzo de 2010.
El sencillo adelanto de su álbum debut fue “People Of The Night”, producido junto a AN21 y al productor de trance Tiësto, se lanzó por el sello discográfico de Steve Angello, Size Records.
El 3 de septiembre de 2012 lanzó su álbum "People Of The Night" en colaboración con AN21. El álbum contiene 15 pistas e incluye colaboraciones de varios artistas y productores como es el caso de Steve Angello, Michael Woods, Congorock, Kim Fai y el alemán Moguai. Entre los vocalistas se encuentran, el británico Example, la vocalista estadounidense de house Julie McKnight, y el australiano Rudy Sandapa, conocido por sus participaciones en producciones de Dirty South y TV Rock.

## Discografía

### Álbumes de estudio
- 2012: “People Of The Night” (con AN21) [Size Records]

### Singles y EP
- 2008: “Crazed EP” [Rising Trax]
  - Crazed
  - iRock (Feat. Digital Lab)
  - K.E.J.I. (Feat. Digital Lab)

- 2009: “Your Love” (feat. Digital Lab & Simone Denny) [Awesome Music/EMI]
- 2009: “Exit” (feat. Digital Lab & Sonic C) [Nervous Records]
- 2009: “Fender Bender” [Stoney Boy/Armada]
- 2009: “Aqua Kai” (Feat. Digital Lab) [Dumb Recordings]

- 2010: “Gama” (Feat. AN21) [Size Records]
- 2010: “Swedish Beauty” (feat. AN21) [Refune Records]
- 2010: “Let It Rain” (feat. Simone Denny) [PBR Recordings]
- 2010: “Look Into Your Heart” (feat. Max C) [U-Boot/NEWS Records][6]

- 2011: “Whisper” (feat. AN21)
- 2011: “You Don't Have To Whisper” (feat. AN21 & Example)

- 2012: AN21 & Max Vangeli vs. Steve Angello – “H8RS” [Size Records]
- 2012: AN21, Max Vangeli & Tiësto feat. Lover Lover – “People Of The Night” [Size Records]
- 2012: AN21 & Max Vangeli feat. Julie McKnight – “Bombs Over Capitals” [Size Records]

- 2014: Max Vangeli & Danny Ray  – “GRIM” [Size Records]
- 2014: “Last Night Changed It All” [Size Records]
- 2014: Max Vangeli & Adrien Mezsi  – “DNCE” [Size Records]
- 2014: AN21 & Max Vangeli – “Tonight” [Size Records]

- 2015: Max Vangeli - “You & Me” [Size Records]
- 2016: Max Vangeli feat. Francia Marvel & Kacie Marie - Shine [NoFace Records]
- 2016: Max Vangeli & Flatdisk - Blow This Club [NoFace Records]
- 2016: Max Vangeli feat. Connor Foley - Stay Out [NoFace Records]
- 2016: Max Vangeli & De Kibo - Feel The Music [NoFace Records]
- 2016: Max Vangeli feat. Mackenzie Thomas - Why Do I [NoFace Records]
- 2016: Max Vangeli - For You To Come Back [NoFace Records]
- 2017: Max Vangeli & Databoy - Top Of My Lungs [NoFace Records]
- 2017: Max Vangeli feat. Adrian Delgado - Save Myself [NoFace Records]
- 2017: Andrew Rayel & Max Vangeli feat. Kye Sones - Heavy Love [Armada (Armind)]
- 2017: Max Vangeli X Danny Ray - Made For Lovin You [NoFace Records]
- 2018: Max Vangeli X Drop Departament - Ground Shake [NoFace Records]
- 2018: Timmy Trumpet & Max Vangeli - Booty Shake [Hussle Recordings (Armada)]
- 2018: Max Vangeli - Just Freakin [Free Download]
- 2019: Max Vangeli - I Don't Wanna Say Goodbye [Free Download]
- 2019: Max Vangeli & BLENDER - 4EVER [Free Download]
- 2019: Max Vangeli feat. Nio Garcia - Me Siento Bien [Free Downdoad]
- 2019: Marie feat Max Vangeli , JP la Memoria - Call me [wolfm Entertainment]

### Remixes
2008:
- Mark Trophy – “Whop!” (Max Vangeli & Digital Lab Remix)

2009:
- Steve Angello – “Monday” (AN21 & Max Vangeli Remix)
- Kaskade & Deadmau5 – “Move For Me” (Max Vangeli, Digital Lab & Sonic C Vocal Mix)
- Late Night Alumni – “Finally Found” (Max Vangeli Extended Remix)

2010:
- Ellie Goulding – “Starry Eyed” (AN21 & Max Vangeli Remix)
- Cicada – “One Beat Away” (Max Vangeli Remixes)
- Jus Jack – “That Sound” (Max Vangeli & AN21 Extended Club Mix)
- The Prodigy – “Smack My Bitch Up 2010” (AN21 & Max Vangeli Remix)
- Eddie Thoneick & Erick Morillo Feat. Shena – “Nothing Better” (AN21 & Max Vangeli Remix)
- Switchfoot – “Always” (Max Vangeli & AN21 Remix)
- Gorillaz – “On Melancholy Hill” (AN21 & Max & Vangeli Remix)
- Pendulum – “The Island” (Steve Angello, AN21 & Max Vangeli Remix)

2011:
- Swedish House Mafia – “Save the World” (AN21 & Max Vangeli Remix)

2013:
- AN21 & Max Vangeli feat. Bnann – “Glow” (AN21 & Max Vangeli & Promise Land Remix)